# Chade nos Jogos Olímpicos de Verão de 2000
Chade participou dos Jogos Olímpicos de Verão de 2000 em Sydney, Austrália.